# Vídeňská státní opera

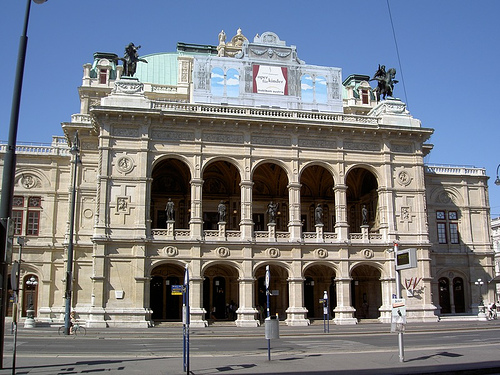
Vídeňská státní opera

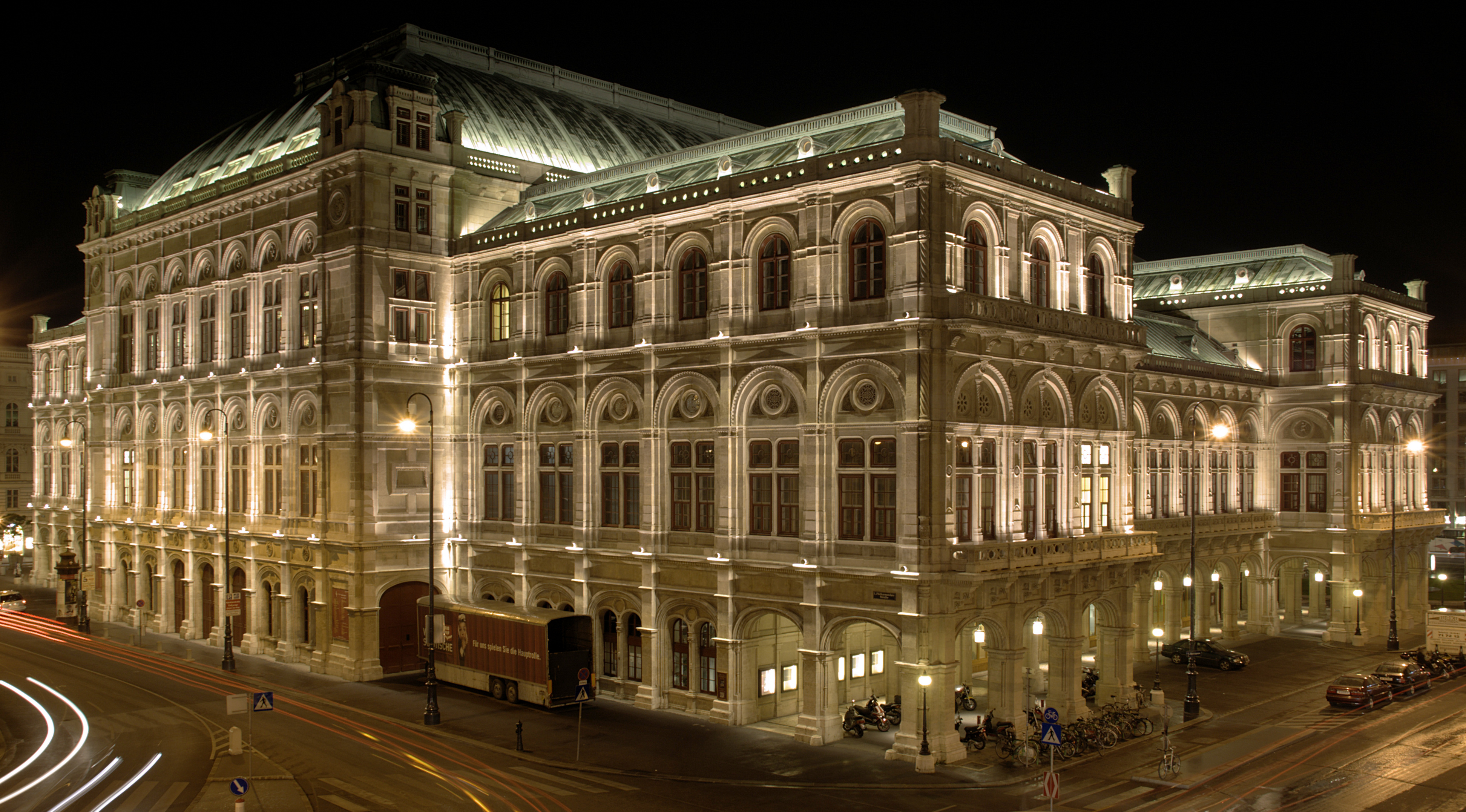
Noční pohled na zadní část budovy

Vídeňská státní opera (Wiener Staatsoper) je nejvýznamnější operní scénou v rakouském hlavním městě Vídni a zároveň i jednou z nejznámějších světových scén. Vychází především z tradice Dvorní opery (Hofoper), založené již v 17. století.
Vídeňská opera si vydobyla svou vynikající pověst v neposlední řadě kvůli působení mnoha významných dirigentů, pěvců a pěvkyň a kvalitě svého orchestru, sboru a baletu. Z členů orchestru Vídeňské státní opery jsou vybíráni instrumentalisté – členové Vídeňské filharmonie.
Současná budova vídeňské opery, nacházející se ve středu města na Ringstraße, byla slavnostně otevřena 25. května 1869 představením opery Wolfganga Amadea Mozarta Don Giovanni.

## Dějiny Vídeňské státní opery

### Historické názvy operních institucí
| Jméno                                                 | Česky                                            | Období                               | Poznámka                                                                                  |
| ----------------------------------------------------- | ------------------------------------------------ | ------------------------------------ | ----------------------------------------------------------------------------------------- |
| Neues Haus                                            | Nová scéna                                       | 25. května 1869 – 27. září 1869      |                                                                                           |
| k.k. Hof-Operntheater – Neues Haus                    | c.k. Dvorní operní divadlo – Nová scéna          | 28. září 1869 – 10. března 1871      |                                                                                           |
| k.k. Hof-Operntheater                                 | c.k. Dvorní operní divadlo                       | 11. března 1871 – 15. listopadu 1918 |                                                                                           |
| Operntheater                                          | Operní divadlo                                   | 3. prosince 1918 – 25. září 1938     |                                                                                           |
| Staatsoper                                            | Státní opera                                     | 27. září 1938 – do 1945              | Toto označení se neoficiálně používalo již od 20. let                                     |
| Gebäude am Naschmarkt                                 | Budova na Naschmarktu                            | 1945 – 5. listopadu 1955             | V době rekonstrukce byla představení inscenována mimo jiné v divadle Theater an der Wien. |
| Opernhaus der Stadt Wien – Wiener Staatsopernensemble | Opera města Vídeň – soubor Vídeňské státní opery | 1. května 1945 – 31. května 1945     | V době rekonstrukce se hrálo i v divadle Volksoper.                                       |
| Volksoper – Wiener Staatsopernensemble                | Volksoper – soubor Vídeňské státní opery         | 1. července 1945 – 10. července 1945 |                                                                                           |
| Staatsoper im Volksoperngebäude                       | Státní opera v budově divadla Volksoper.         | 11. července 1945 – 1. září 1946     |                                                                                           |
| Staatsoper in der Volksoper                           | Státní opera v divadle Volksoper.                | 2. září 1946 – 15. července 1955     |                                                                                           |
| Wiener Staatsoper                                     | Vídeňská státní opera                            | od 5. listopadu 1955                 | Od nového otevření po rekonstrukci                                                        |

### Dvorní opera
Vídeňská státní opera je jako kulturní instituce nástupkyní vídeňské Dvorní opery, kterou založili a podporovali Habsburkové. Velkou prestiž měla Dvorní opera již od 17. století. O to se zasloužil zvláště císař Leopold I. (1640–1705), jenž byl mimo jiné vášnivým hudebníkem a nadaným skladatelem. Za jeho panování byl kapelníkem Dvorní hudby jmenován Johann Heinrich Schmelzer, což bylo poprvé, kdy byla dána přednost umělci mimo italský kulturní okruh. V 17. století a na počátku 18. století byla inscenována řada představení barokních oper. K jednomu z vrcholů patří Contiho Don Chiscotte.
Druhým velkým podporovatelem Dvorní opery byl císař Josef II. Ku příležitosti jeho svatby složil Christoph Willibald Gluck operu Il Parnaso Confuso. Dalším z významných umělců podporovaných Josefem II. byl Mozart, jehož vídeňská inscenace opery Figarova svatba byla doprovázena značnou nevolí šlechty, ale v Praze slavila obrovský úspěch a Mozart byl pověřen zkomponováním Dona Giovanniho.

#### Výstavba budovy vídeňské opery (1861–1869)

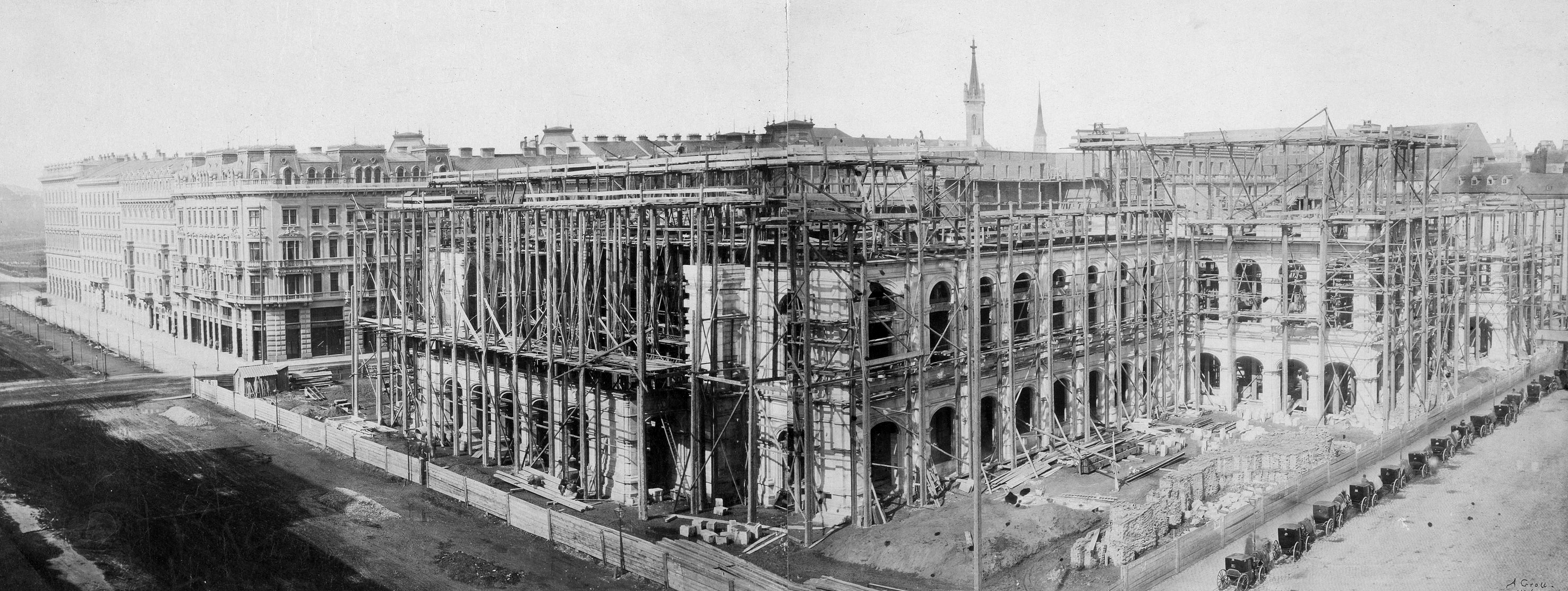
Výstavba opery – rok 1865

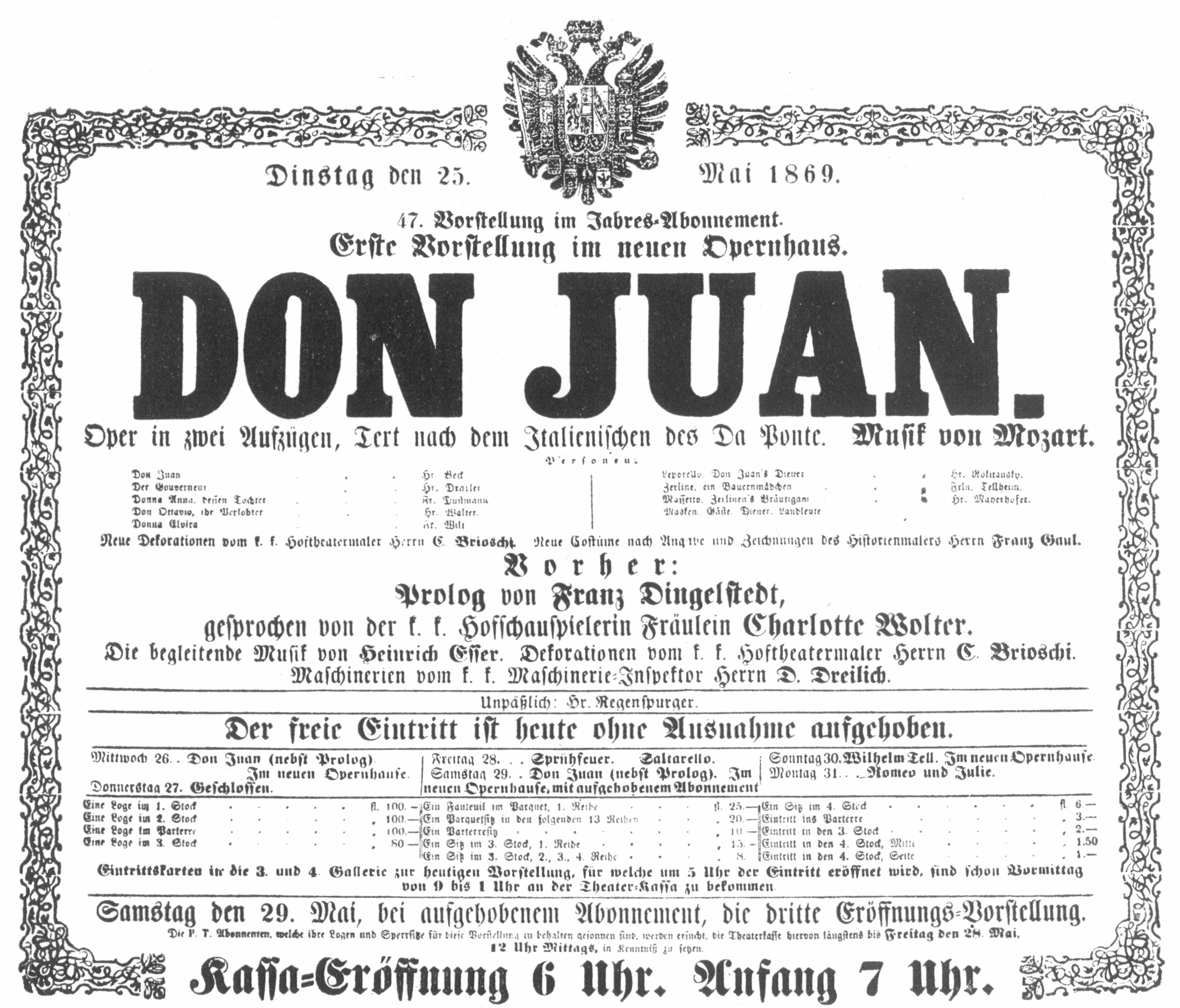
Plakát k slavnostnímu otevření opery v roce 1869

Nová operní budova ve Vídni byla naplánována v roce 1860 jako jedna z prvních monumentálních staveb na nové okružní třídě Ringstraße, která vznikla v prostoru bývalých městských hradeb zbořených po roce 1857. Výstavbě opery předcházela soutěž architektů, v níž zvítězil návrh Augusta Sicarda a Eduarda van der Nüll ve stylu francouzské neorenesance. Projekt pak realizovala stavební kancelář jejich žáka, významného českého architekta Josefa Hlávky

.
Stavební práce probíhaly již od konce roku 1861, ale slavnostní položení základního kamene se konalo 20. 5.1863 a výstavba trvala až do roku 1869.
Náklady na stavbu divadla včetně vnitřního vybavení a umělecké výzdoby dosáhly přibližně šesti milionů zlatých. Z toho vlastní budova realizovaná Hlávkovou stavební firmou stála pouze 965 000 zlatých. Díky důkladné projektově-technické přípravě a hladkém postupu výstavby bez projektových změn a víceprací se podařilo dosáhnout stavební firmě zisku kolem 40 %.

#### Přijetí veřejností a slavnostní otevření v roce 1869
Postoj Vídeňanů k nově dokončované opeře nebyl právě pozitivní. Blízká soukromá rezidence Heinrichshof neumožňovala, aby dostatečně dobře vynikla monumentálnost opery, ale co bylo ještě horší, úroveň třídy Ringstraße byla během doby výstavby opery zvýšena o jeden metr, takže se stavbě pod úrovní terénu začalo přezdívat „utopená kisna“, nebo v analogii k porážce císařských vojsk v roce 1866 „architektonický Hradec Králové“. K veřejnému mínění se svým vyjádřením nevole připojil i císař . Citlivý van der Nüll neunesl kritiku a zemřel v dubnu 1868 vlastní rukou. Druhý z architektů, August Sicard, zemřel o dva měsíce později, a tak se ani jeden z původních tvůrců nedožil slavnostního otevření divadla. To se konalo 25. května 1869 představením Mozartova Dona Giovanniho za účasti císaře Františka Josefa I. a císařovny Alžběty.
Nedlouho po slavnostním otevření se nálada veřejného mínění i názor odborníků změnily a stavba se později stala vzorem, mimo jiné i pro české Národní divadlo v Praze.

### Opera pod vedením Gustava Mahlera (1897–1907)
Léta 1897 až 1907, kdy Vídeňskou operu vedl a dirigoval Gustav Mahler, byla obdobím jejího rozkvětu
. S Mahlerem přišla nová generace pěvců a pěvkyň. Mezi nejvýznamnější patřily Anna Bahr-Mildenburg a Selma Kurz. Mahler najal nového jevištního výtvarníka a nechal nahradit honosné historizující kulisy novým, střízlivějším jevištním stylem, který lépe odpovídal vkusu secese. Mahler rovněž zavedl tlumení osvětlení hlediště během představení. To nebylo zpočátku diváky přijato příznivě, ale Mahlerovy reformy se prosadily a byly dodržovány i jeho nástupci.

### Částečné zničení budovy v roce 1945 a následná rekonstrukce

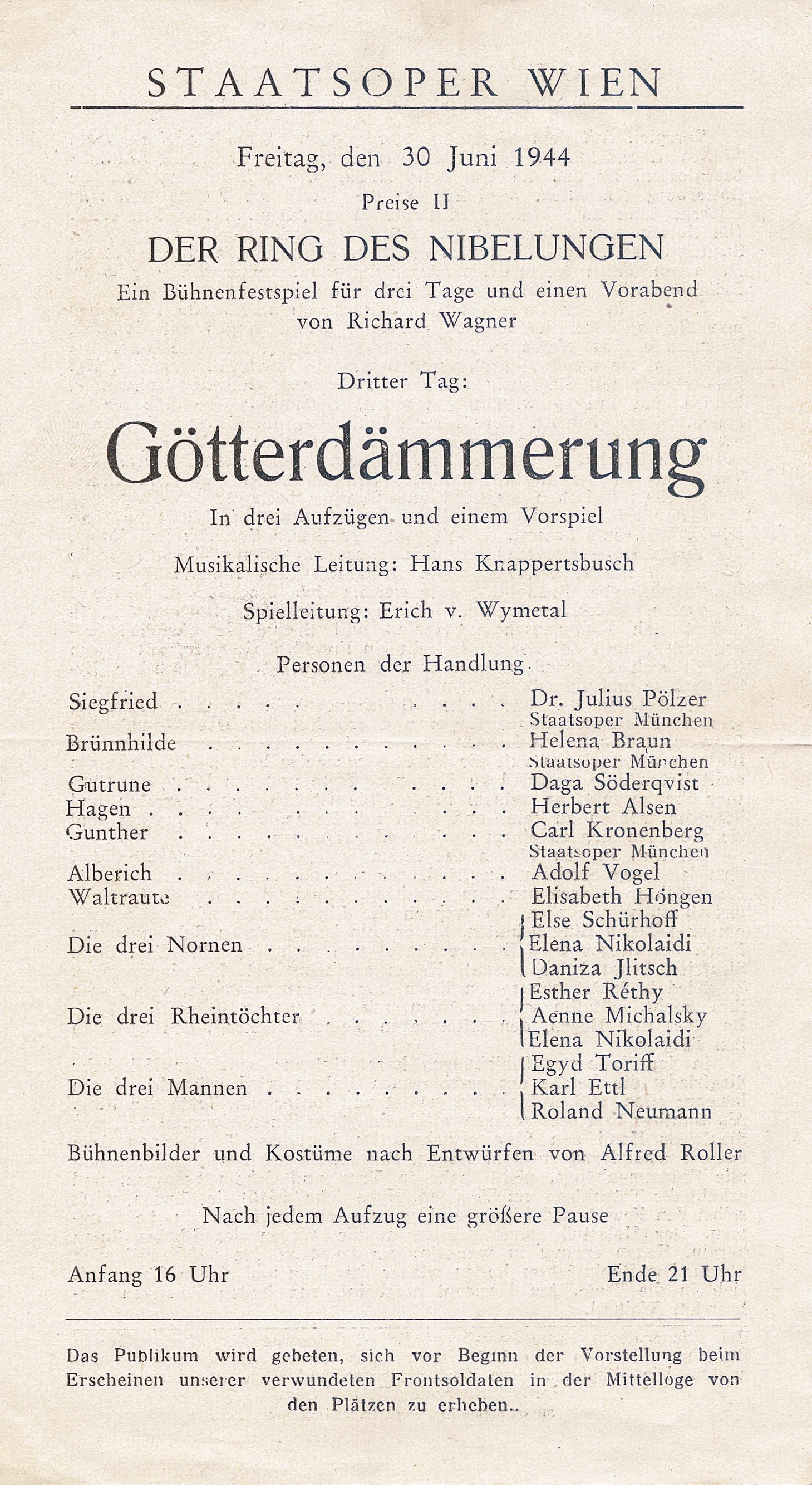
Obsazení posledního představení v původní budově Vídeňské opery 30.6.1944

Poslední představení v původní budově Vídeňské opery se konalo 30. června 1944. Po letních divadelních prázdninách už nebyl provoz divadla obnoven, neboť od 1. září 1944 bylo Josephem Goebbelsem vyhlášeno uzavření všech divadel v Říši. Poslední představení – Wagnerův Soumrak bohů, symbolicky předznamenalo další osud divadelní budovy. Scénická poznámka na závěr díla uvádí: „Sál bohů se rozpadá v záři jasných plamenů. Opona se spouští v okamžiku, kdy plameny zcela obklopí bohy“.
12. března 1945 byla divadelní budova zasažena americkým bombardováním. Jednalo se o nálet, který měl původně směřovat na rafinérii ve Floridsdorfu. Divadlo zachvátily plameny. Přední část, která již byla z bezpečnostních důvodů obezděna, zůstala nedotčena. Zachoval se tak původní vstup, foyer s freskami Moritze von Schwind, hlavní schodiště, vestibul a čajovna. Větší část divadelní budovy zahrnující jak hlediště tak i jeviště byla však požárem zničena. Požárem byly zničeny i dekorace pro více než 120 oper a kolem 150 000 divadelních kostýmů.
Po konci druhé světové války nebylo zpočátku jasné, zda má být vážně poškozená budova opery obnovena do původního stavu na svém původním místě, nebo zda by měla být zcela zbourána a přestavěna buď na stejném nebo na jiném místě. Nakonec byla vybrána varianta budovu rekonstruovat. K tomuto postoji výrazně přispěli tehdejší ministr pro obchod a obnovu Ernst Kolb a jeho nástupce Udo Illig. Zásadní politické rozhodnutí učinil v roce 1946 rakouský kancléř Leopold Figl, když stanovil cíl rekonstruovat operu do roku 1949. Nebylo ale ještě rozhodnuto, zda vybudovat zcela nové hlediště, nebo zda stavět podle původních plánů.
V architektonické soutěži nakonec zvítězil plán Ericha Boltensterna, který navrhoval zrekonstruovat budovu do stavu, který bude blízký původnímu, ale s využitím technologií odpovídajících padesátým létům dvacátého století. Pro zlepšení akustiky sálu byla dána přednost většímu využití dřeva, mimo jiné i díky návrhu Artura Toscaniniho. Byl snížen počet míst v přízemí hlediště a čtvrtý balkon byl navržen bez sloupů. Soutěže na návrh železné opony se zúčastnil mimo jiné i Marc Chagall, realizoval se ale návrh Rudolfa Eisenmengera s výjevem z Gluckovy opery Orfeus a Eurydiké
.

### Operní soubor v poválečném období (1945–1955)
Po osvobození v roce 1945 musely být zkoušky a představení souboru Vídeňské státní opery přesunuty do budov divadel Volksoper Wien a Theater an der Wien. Důvodem byla dlouhotrvající rekonstrukce vážně poškozené stávající divadelní budovy.
První poválečné zahraniční turné operního souboru v roce 1947 směřovalo do Londýna.
Vzhledem k nevyhovujícím podmínkám v divadle Theater an der Wien se vedení Vídeňské státní opery snažilo získat dostatečné množství peněz, aby mohla být uspíšena rekonstrukce původní budovy. Na stavbu přispělo mnoho soukromých dárců a i představitelé sovětské okupační moci podpořili stavbu darem stavebního materiálu. Přes všechno úsilí se do roku 1949 podařilo vybudovat pouze provizorní zastřešení a rekonstrukční práce musely pokračovat až do roku 1955.

### Slavnostní znovuotevření v roce 1955
Slavnostní otevření po desetileté poválečné rekonstrukci se konalo 5. listopadu 1955 a bylo symbolickým završením obnovení suverenity Rakouska. Na programu byla opera Fidelio Ludwiga van Beethovena. Dirigoval Karl Böhm. Mezi diváky byl i ministr zahraničních věcí USA John F. Dulles. Rakouská státní televize ORF vysílala toto zahajovací představení jako jeden ze svých prvních přímých přenosů.

### Opera pod vedením Herberta von Karajana (1956–1964)
Zatímco prvních deset poválečných let, kdy Vídeňská státní opera fungovala v provizoriu, vydržel operní soubor v poměrně stálém obsazení, v letech po roce 1955 se soubor postupně výrazně obměnil a získal mnohem více mezinárodní charakter.
Tuto podobu významně formoval jeho nový ředitel, kterým byl v letech 1956–1964 Herbert von Karajan. Rozhodl o tom, inscenovat opery výhradně v originále (namísto němčiny). Koncepci stálého operního souboru nahradil angažováním nejlepších světových pěvců pro jednotlivé inscenace a zpěvákům stálého souboru byly svěřovány spíše méně významné role.
V tomto období byla rovněž zahájena úzká spolupráce s milánskou La Scalou, týkající se jak inscenovaných představení, tak i jejich obsazení. Členové Vídeňské státní opery vystupovali v La Scale především v operách Wolfganga Amadea Mozarta a Richarda Strausse.

### Současnost
V současnosti se ve Vídeňské státní opeře sehraje kolem dvou set představení ročně, přičemž repertoár zahrnuje kolem 50 operních titulů a 20 baletů . Během sezóny trvající deset měsíců se hraje téměř každý den. Vídeňská opera má kolem 1 000 zaměstnanců a její provozní rozpočet představoval 100 miliónů EUR (v roce 2008), z toho státní dotace činila mírně přes 50 %.

#### Změny v baletním souboru v roce 2005
Na počátku sezóny 2005–2006 byl soubor baletu Vídeňské státní opery sloučen se souborem baletu divadla Volksoper a jejich vedením byl pověřen Gyula Harangozó
. Počet stálých členů spojeného souboru byl redukován a ke spolupráci bylo přizváno více hostujících hvězd.

#### Oslavy 140. výročí v roce 2009
V roce 2009 proběhly oslavy 140. výročí slavnostního otevření Vídeňské opery. Nejoriginálnější součástí těchto oslav byla instalace obří obrazovky o velikosti 50 m², která byla umístěna na boční straně opery směrem do Kärntnerstraße. Po dobu 4 měsíců tam bylo možno sledovat přímé přenosy z představení více než 60 nejslavnějších oper, mezi nimi Madam Butterfly, Kouzelná flétna a Don Giovanni. Akce se setkala s velkým úspěchem a zájmem veřejnosti i turistů.

### Dětské publikum
Vídeňská státní opera se orientuje nejen na dospělé, ale i na dětské publikum. Ředitel Ioan Holender, sám otec tří dětí, zahájil tradici častých dětských představení. Ta se konají ve speciálně navržené přístavbě – stanu umístěném na střešní terase. Inscenovány byly mimo jiné dětské opery :
- Peter Pan
- Das Traumfresserchen
- Der 35. Mai
- Aladdin
- Bastien und Bastienne
- Nibelungenring od Richarda Wagnera v úpravě pro děti

- pro devítileté a desetileté děti se každý rok koná představení Mozartovy opery Kouzelná flétna, inscenované ve stejných dekoracích jako ples v opeře.

Vídeňská státní opera nabízí též dětem ve věku osm až čtrnáct let odpolední zájmovou činnost v tzv. „Operní škole“. Děti jsou odbornými pedagogy vzdělávány tak, aby se projevilo jejich případné nadání k budoucí pěvecké kariéře. Z těch nejúspěšnějších jsou pak vybíráni kandidáti pro obsazení dětských pěveckých rolí v inscenovaných představeních. Kromě toho se dvakrát ročně koná matiné Operní školy. Například v roce 2006 to bylo představení Der kleine Friedrich, které z Mozartových písní zkomponovali Janko Kastelič a Claudia Toman.

### Kvalita a dostupnost míst
Bezprostředně před zahájením představení je možno zakoupit levnější vstupenky k stání. Tyto vstupenky si kupují milovníci opery všech věkových kategorií, ale především skupina stálých hostů, kteří jsou proslulí svým bezprostředním chováním. Neváhají dát hlasitě a nevybíravě najevo svou nelibost, pokud se při představení něco nepodaří, ale o to více aplaudují při úspěšném představení.
Údajně nejlepší místa z hlediska výhledu na jeviště i akustiky, jsou prý místa ve druhé řadě uprostřed na Galerii (místa 36 a 37).

### Ples v Opeře
Ples ve Vídeňské státní opeře (Wiener Opernball) je renomovanou mezinárodní událostí, která se koná každoročně ve čtvrtek v posledním masopustním týdnu. Historii plesu je možno vysledovat až k letům 1814/15, do dob Vídeňského kongresu. Na současném místě se ples konal poprvé 11. prosince 1877 jako soaré. Od roku 1935, kdy se ples konal jako charitativní událost pod novým názvem Wiener Opernball, se dodržuje termín masopustního čtvrtku. Po druhé světové válce byla jeho tradice obnovena v roce 1956 a trvá dodnes. Jedinou výjimkou byl rok 1991, kdy se ples kvůli válce v Perském zálivu nekonal. Plesu ze zúčastňují osobnosti světové hospodářské a politické elity i mediální hvězdy a provází jej velký zpravodajský zájem.
Již od roku 1968 je „Ples v Opeře“ narušován protesty. Protestující jej označují jako „elitářský“ (i kvůli velmi vysokým cenám vstupného), „samolibý“, neboť má být prezentací bohatých a jiných významných lidí (Very Important Persons – VIP) doprovázenou zájmem médií o ně, a „zpátečnický“ (pro údajné udržování již zastaralého pojetí kultury). Dochází pak i k násilnostem mezi demonstrujícími a policisty.

## Zajímavosti
- V hledišti opery je kolem 1 700 křesel a dalších 560 míst k stání.

- Ve specializovaném operním časopisu „Der Neue Merker“, vydávaném nezávislým sdružením, jsou recenzována všechna představení Vídeňské státní opery. Časopis je vydáván v nákladu 2 000 kusů a je k dispozici i v on-line verzi[9].

- Od roku 2004 se sdružení RISM-Österreich zabývá zkoumáním historie vídeňské opery. Zveřejněné publikace popisují mimo jiné historii Dvorní opery v letech 1810 až 1848[10].

- Vídeňská státní opera byla vyobrazena na rubu 5000 šilinkové bankovky vydané v roce 1989.

## Galerie dalších pohledů na Vídeňskou státní operu

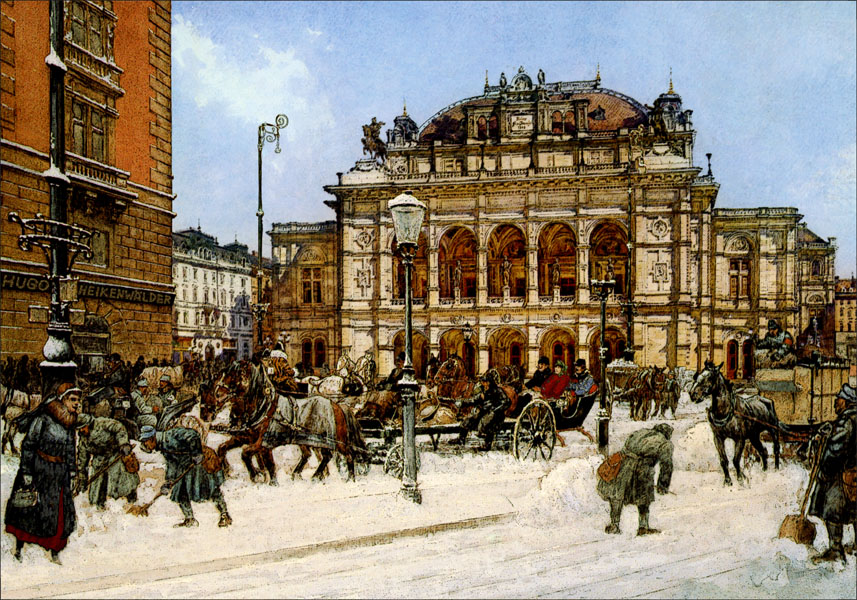
c.k. Dvorní operní divadlo, rok 1917
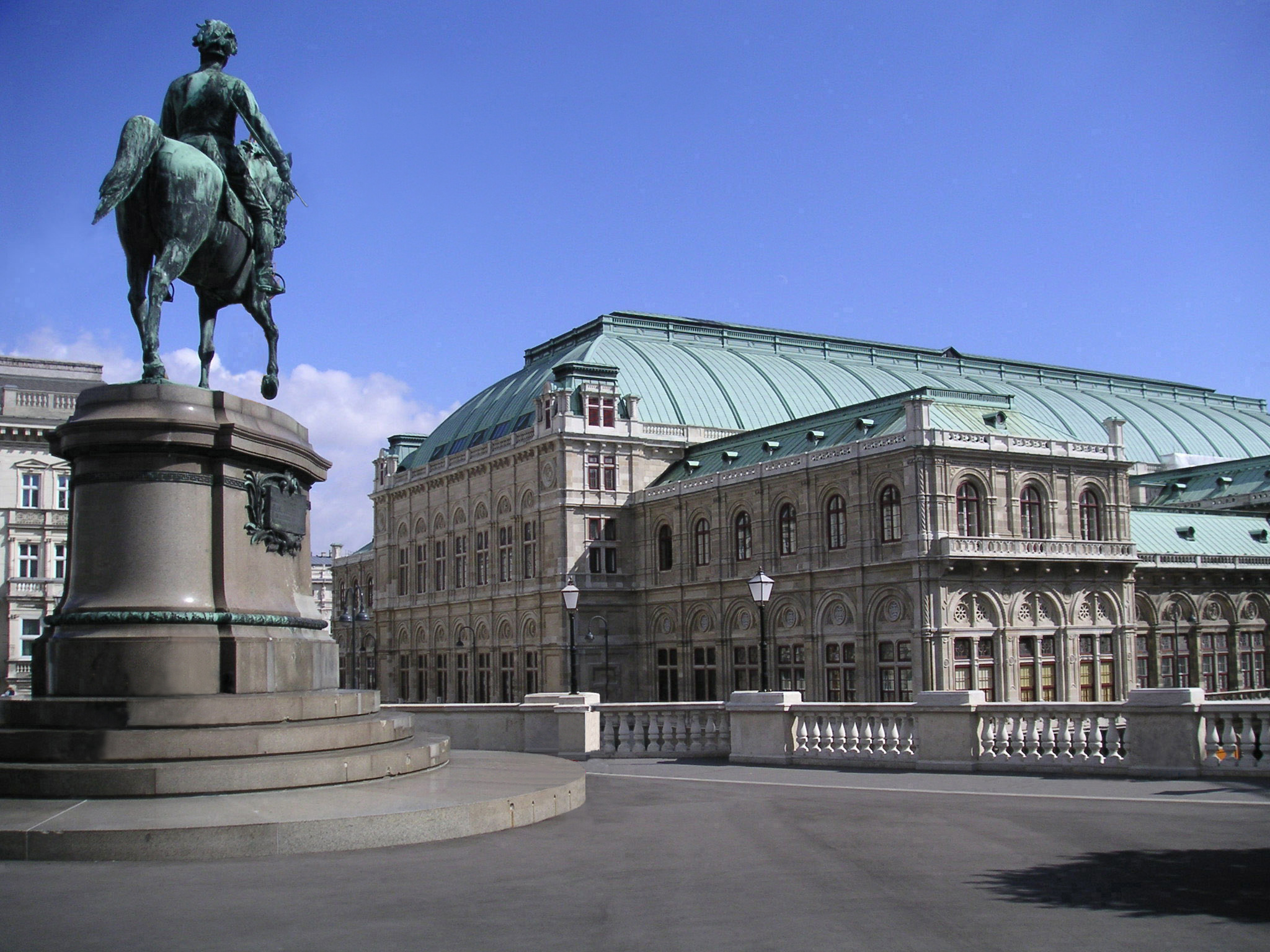
Pohled z terasy Albertina na zadní část budovy Opery
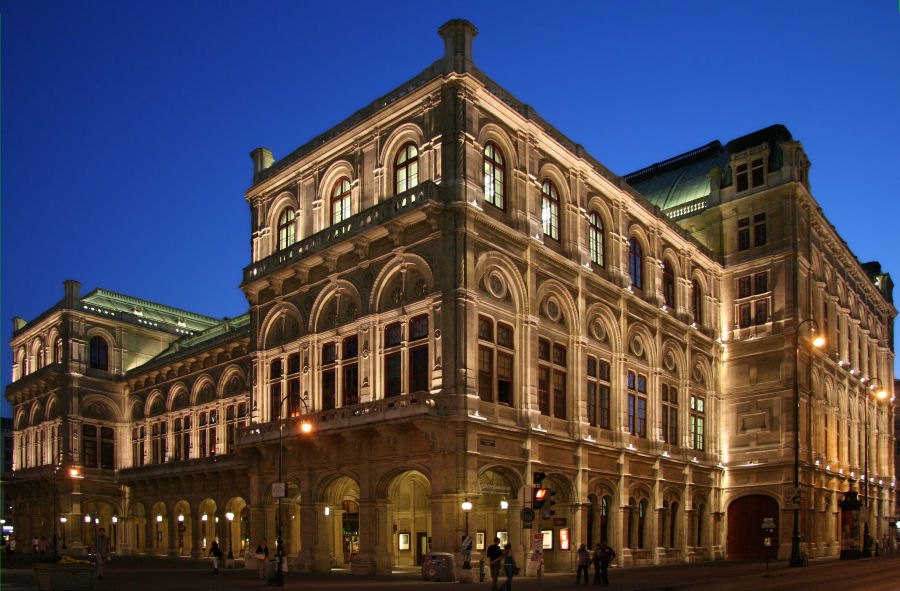
Pohled z ulice Kärntner Straße
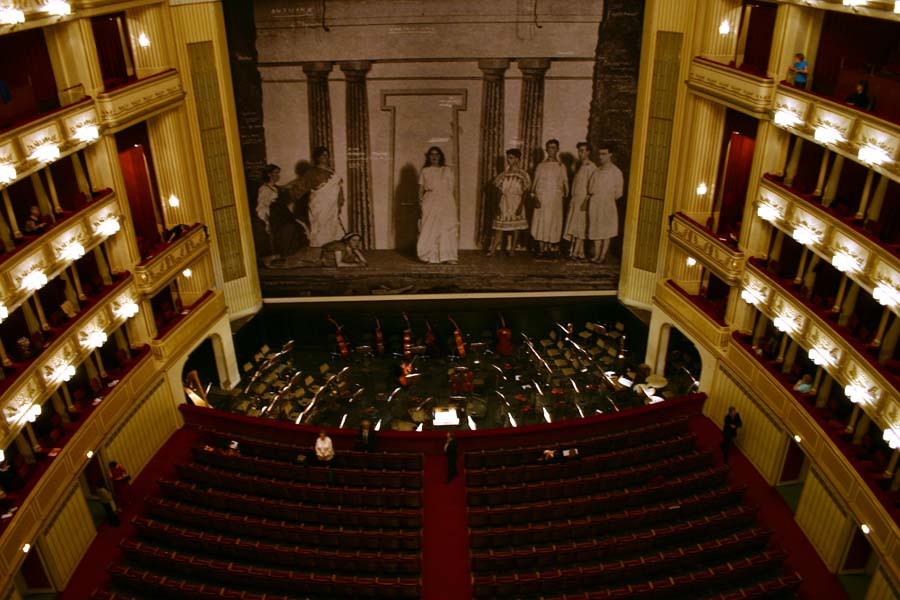
Interiér – pohled na výzdobu železné opony
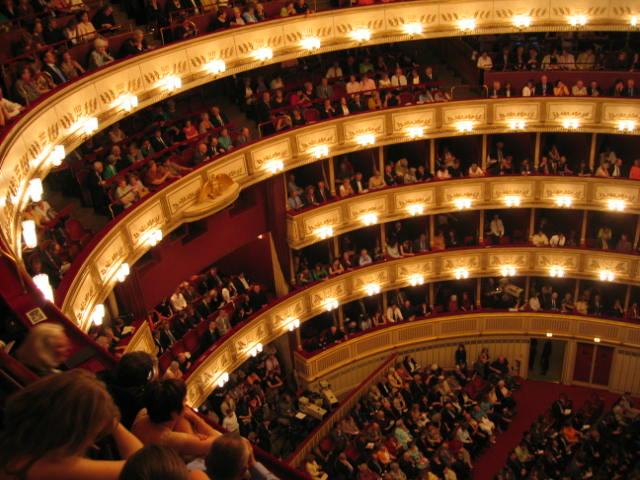
Interiér – pohled do hlediště
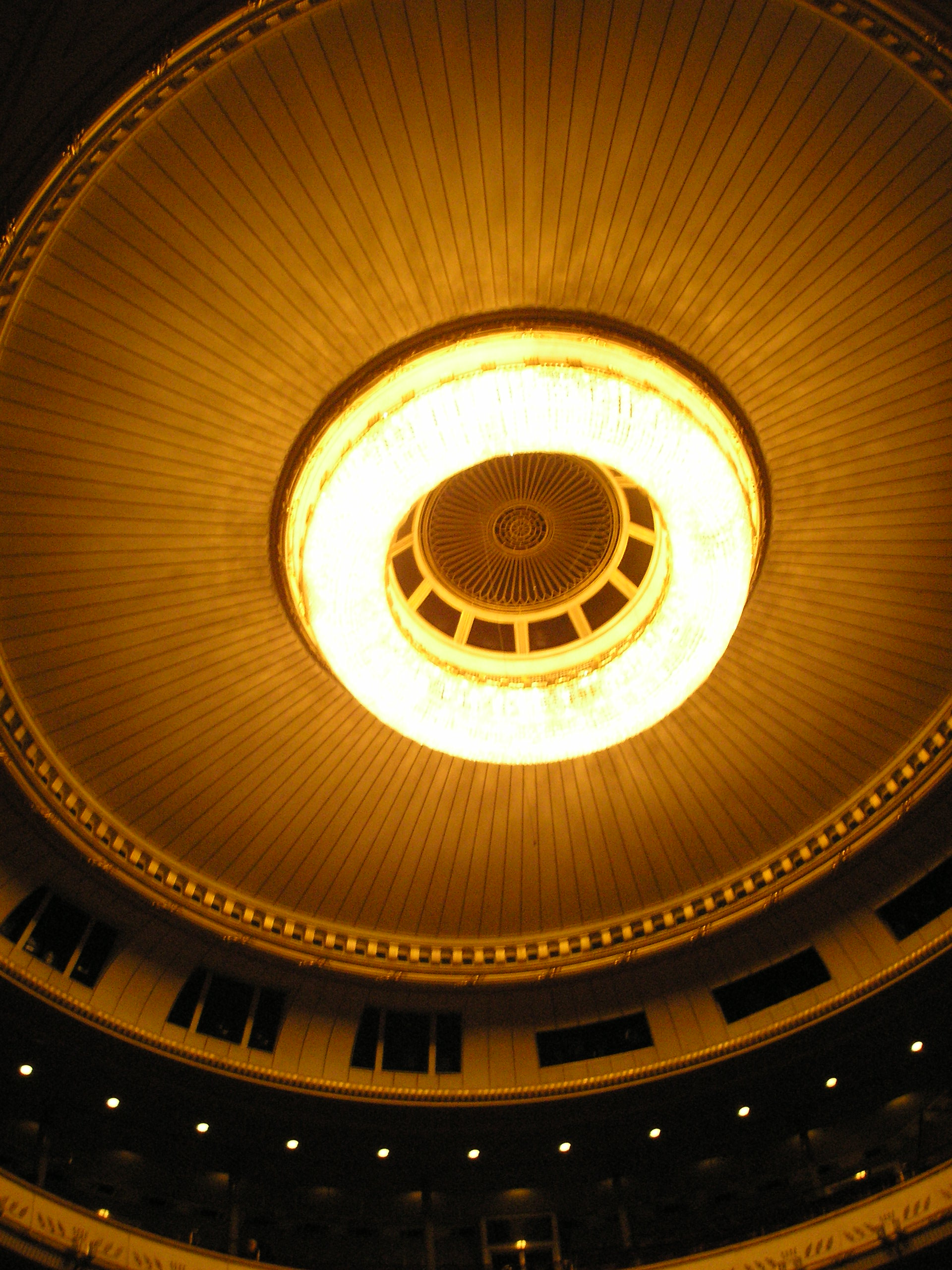
Lustr ve Vídeňské státní opeře
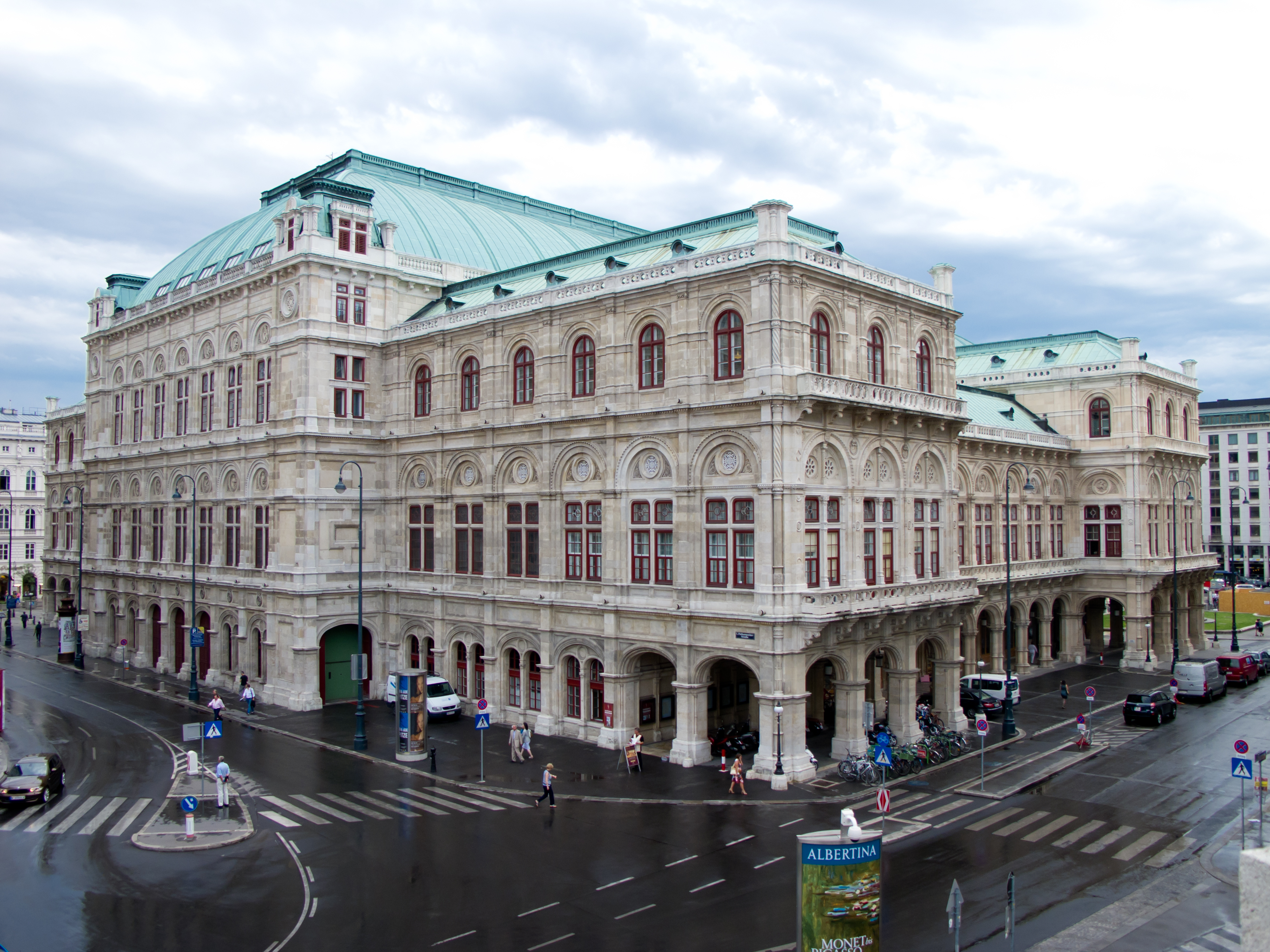
Pohled z terasy Albertina
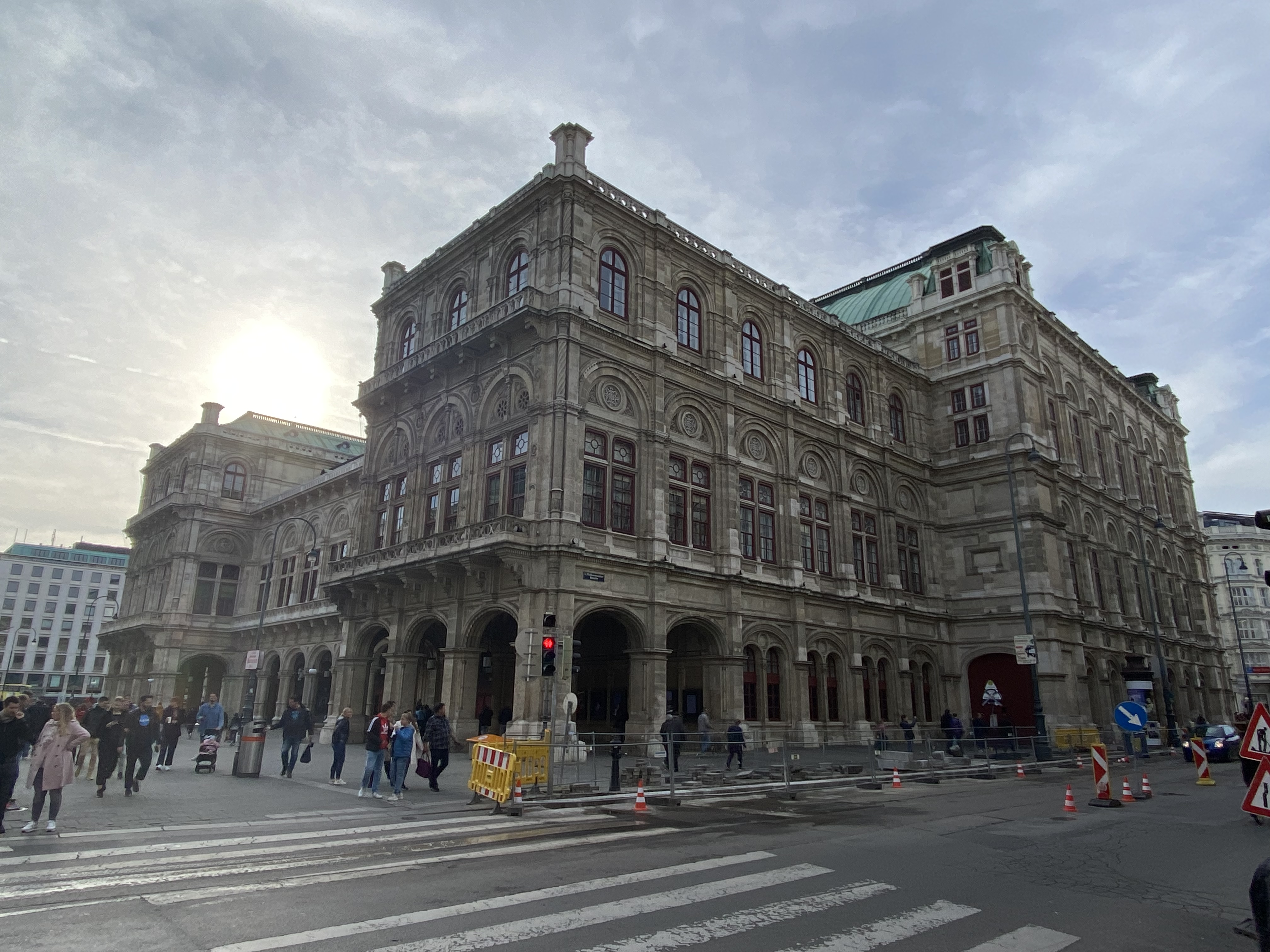
Vídeňská státní opera - listopad 2022

## Činitelé vídeňské Dvorní/Státní opery

### Ředitelé opery

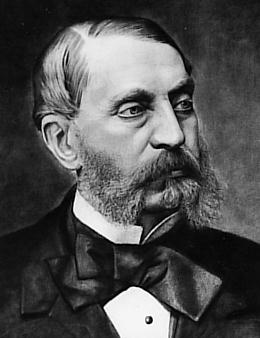
Franz von Dingelstedt
(1814–1881):
první ředitel opery

- Franz von Dingelstedt (1. července 1867 – 19. prosince 1870)
- Johann von Herbeck (20. prosince 1870 – 30. dubna 1875)
- Franz von Jauner (1. května 1875 – 19. června 1880)
- Karl Mayerhofer, Gustav Walter a Emil Scaria jako kolegium (20. června 1880 – 31. prosince 1880)
- Wilhelm Jahn (1. ledna 1881 – 14. října 1897)
- Gustav Mahler (15. října 1897 – 31. prosince 1907)
- Felix von Weingartner (1. funkční období, 1. ledna 1908 – 28. února 1911)
- Hans Gregor (1. března 1911 – 14. listopadu 1918)
- Franz Schalk (15. listopadu 1918 – 31. října 1924; od 16. srpna 1919 společně s Richardem Straussem)
- Richard Strauss společně s Franzem Schalkem (16. srpna 1919 – 31. října 1924)
- Franz Schalk (1. listopadu 1924 – 31. srpna 1929)
- Clemens Krauss (1. září 1929 – 10. prosince 1934)
- Felix von Weingartner (2. funkční období, 1. ledna 1935 – 1. září 1936)
- Erwin Kerber (1. září 1936 – 31. srpna 1940)
- Heinrich Karl Strohm (1. září 1940 – 31. ledna 1941)
- Walter Thomas (1. února 1941 – 31. března 1941)
- Ernst August Schneider (1. dubna 1941 – 31. srpna 1941)
- Lothar Müthel (1. září 1941 – 31. prosince 1942)
- Karl Böhm (1. funkční období, 1. ledna 1943 – 30. června 1945)
- Franz Salmhofer (1. července 1945 – 31. srpna 1954)
- Karl Böhm (2. funkční období, 1. září 1954 – 31. srpna 1956)
- Herbert von Karajan (1. září 1956 – 31. srpna 1964)
- Egon Hilbert (1. září 1964 – 8. ledna 1968)
- Heinrich Reif-Gintl (19. ledna 1968 – 31. srpna 1972)
- Rudolf Gamsjäger (1. září 1972 – 31. srpna 1976)
- Egon Seefehlner (1. funkční období, 1. září 1976 – 31. srpna 1982)
- Lorin Maazel (1. září 1982 – 30. června 1984)
- Egon Seefehlner (2. funkční období, 1. září 1984 – 31. srpna 1986)
- Claus Helmut Drese (1. září 1986 – 30. června 1991
- Eberhard Waechter (1. září 1991 – 29. března 1992)
- Ioan Holender (30. března 1992 – 31. srpna 2010)
- Dominique Meyer (od 1. září 2010)
- Bogdan Roščić (od roku 2020)

### Významní dirigenti
Šéfdirigenty orchestru vídeňské opery byli, kromě své funkce jako ředitelé operního domu, tito význační hudebníci:
Johann von Herbeck, Wilhelm Jahn, Gustav Mahler, Felix von Weingartner, Franz Schalk, Richard Strauss, Clemens Krauss, Karl Böhm, Franz Salmhofer, Herbert von Karajan a Lorin Maazel.
Hudebními řediteli Vídeňské státní opery bez manažerské funkce byli jmenováni:
- Claudio Abbado (1. září 1986 – 30. června 1991)
- Seidži Ozawa (2002 – 2010)
- Franz Welser-Möst (1. září 2010 – 5. září 2014)
- Philippe Jordan (od roku 2020)

## Světové premiéry
- 10. března 1875: Die Königin von Saba. Libreto: Salomon Hermann Mosenthal. Hudba: Karl Goldmark
- 3. dubna 1886: Merlin. Libreto: Siegfried Lipiner. Hudba: Karl Goldmark
- 4. října 1888: Die Puppenfee. Balet Josefa Haßreitera a Franze Gaula. Hudba: Josef Bayer
- 1. ledna 1892: Ritter Pázmán. Libreto: Lajos Dóczi (1845–1919) (dle Jánose Arany). Hudba: Johann Strauss ml.
- 16. února 1892: Werther. Libreto: Edouard Blau, Paul Milliet a Georges Hartmann podle Goethova románu Utrpení mladého Werthera. Hudba: Jules Massenet
- 13. října 1894: Rund um Wien. Balet Franze Gaula a Alfreda Willnera. Hudba: Josef Bayer
- 21. března 1896: Das Heimchen am Herd. Libreto: Alfred Willner podle Dickensovy vánoční povídky Cvrček na krbu. Hudba: Karl Goldmark
- 22. ledna 1900: Es war einmal ... Libreto: Maximilian Singer podle stejnojmenné komedie Holgera Drachmanna. Hudba: Alexander von Zemlinsky. Režisér a dirigent: Gustav Mahler
- 2. ledna 1908: Ein Wintermärchen. Libreto: Alfred Maria Willner podle Shakespearovy divadelní hry Zimní pohádka. Hudba: Karl Goldmark
- 15. března 1913: Das Spielwerk und die Prinzessin. Libreto a hudba: Franz Schreker
- 1. dubna 1914: Notre Dame. Libreto: Leopold Wilk a Franz Schmidt podle románu Chrám Matky Boží v Paříži Victora Huga. Hudba: Franz Schmidt
- 4. října 1916: Ariadne auf Naxos (2. verze). Libreto: Hugo von Hofmannsthal. Hudba: Richard Strauss. Dirigent: Franz Schalk
- 10. října 1919: Die Frau ohne Schatten. Libreto: Hugo von Hofmannsthal. Hudba: Richard Strauss. Dirigent: Franz Schalk
- 9. května 1924: Schlagobers. Balet. Hudba: Richard Strauss. Dirigent: Richard Strauss. Choreografie: Heinrich Kröller, scéna a výprava: Ada Nigrin
- 23. února 1928: Oedipus rex. Libreto: Jean Cocteau a Jean Daniélou. Hudba: Igor Stravinskij. Dirigent: Franz Schalk, režie: Lothar Wallerstein
- 16. dubna 1931: Idomeneo opera W. A. Mozarta v úpravě Lothara Wallersteina a Richarda Strausse
- 20. června 1931: Die Bakchantinnen. Libreto: Egon Wellesz podle Euripida. Hudba: Egon Wellesz
- 8. prosince 1931: Das Veilchen. Libreto a hudba: Julius Bittner, Dirigent: Clemens Krauss
- 20. ledna 1934: Giuditta. Libreto: Paul Knepler a Fritz Löhner-Beda. Hudba: Franz Lehár, dirigent: Franz Lehár
- 26. prosince 1935: Dame im Traum. Libreto: Ernst Décsey a Gustav Holm. Hudba: Franz Salmhofer
- 17. března 1936: Der liebe Augustin. Hudba: Alexander Steinbrecher, nastudovaní baletu Margarethe Wallmann.
- 6. února 1937: Die Sühne. Libreto a hudba: Josef Wenzl-Traunfels na námět Theodora Körnera.
- 17. dubna 1937: Die fremde Frau. Libreto: Friedrich Schreyvogel podle činohry Alexandra Bissona. Hudba: Marco Frank
- 18. listopadu 1937: Wallenstein. Libreto: Miloš Kareš na námět Schillerovy básně, překlad libreta Max Brod. Hudba: Jaromír Weinberger
- 9. března 1938: Iwan Sergejewitsch Tarassenko. Libreto a Hudba: Franz Salmhofer
- 2. února 1939: Königsballade. Libreto: Otto Emmerich Groh. Hudba: Rudolf Wille
- 4. dubna 1941: Johanna Balk. Libreto: Caspar Neher. Hudba: Rudolf Wagner-Régeny
- 18. prosince 1942: Hansi fliegt zum Negerkral. Hudba: Rudolf Kattnigg
- 9. října 1943: Festa Romantica. Autorka baletu : Erika Hanka. Hudba: Giuseppe Piccidi
- 29. listopadu 1955: Der Mohr von Venedig. Autorka baletu : Erika Hanka podle Shakespearovy divadelní hry Othello. Hudba: Boris Blacher
- 17. června 1956: Der Sturm. Libreto: August Wilhelm Schlegel podle Shakespearovy divadelní hry Bouře. Hudba: Frank Martin
- 23. května 1971: Der Besuch der alten Dame. Libreto na námět vlastní divadelní hry Návštěva staré dámy: Friedrich Dürrenmatt. Hudba: Gottfried von Einem. Dirigent: Horst Stein, režie: Otto Schenk, scéna: Günther Schneider-Siemssen
- 17. prosince 1976: Kabale und Liebe. Libreto: Boris Blacher a Lotte Ingrisch podle Schillerovy divadelní hry Úklady a láska . Hudba: Gottfried von Einem. Dirigent: Christoph von Dohnányi, režie: Otto Schenk, scéna: Günther Schneider-Siemssen
- 26. května 1995: Gesualdo. Libreto: Richard Bletschacher. Hudba: Alfred Schnittke. Dirigent: Mstislav Rostropovič, režie: Cesare Lievi
- 15. července 2002: Der Riese vom Steinfeld. Libreto: Peter Turrini. Hudba: Friedrich Cerha. Dirigent: Michael Boder, režie: Jürgen Flimm, scéna: Erich Wonder, výprava: Florence von Gerkan
- 15. dubna 2007: Die Omama im Apfelbaum. Libreto: Theresia Colloredo podle knihy pro děti od Miry Lobe a Susi Weigl. Hudba: Elisabeth Naske. (Inscenováno ve stanu pro dětské diváky)
- 28. února 2010: Medea. Libreto a hudba Aribert Reimann na námět Franze Grillparzera. Dirigent: Michael Boder, režie a scéna: Marco Arturo Marelli
- 10. května 2010: Pünktchen und Anton. Libreto: Thomas Höft podle Kästnerovy knihy pro děti Kulička a Toník. Hudba: Ivan Eröd. Dirigent: Guillermo Garcia Calvo, režie: Matthias von Stegmann, výprava: Walter Schütze. (Inscenováno ve stanu pro dětské diváky)